# 12896 Geoffroy
12896 Geoffroy eller 1998 QV102 är en asteroid i huvudbältet som upptäcktes den 26 augusti 1998 av den belgiske astronomen Eric W. Elst vid La Silla-observatoriet. Den är uppkallad efter den franske zoologen Étienne Geoffroy Saint-Hilaire.
Asteroiden har en diameter på ungefär 14 kilometer och den tillhör asteroidgruppen Hilda.